# Harlei (futebolista)
Harlei de Menezes Silva mais conhecido como Harlei (Belo Horizonte, 30 de março de 1972) é um ex-futebolista brasileiro que atuava como goleiro. Atualmente é executivo de futebol do Santa Cruz. É considerado um dos maiores ídolos da história do Goiás Esporte Clube, tendo atuado por mais de 15 anos no clube.

## Carreira

### Dez anos de Goiás
No dia 17 de outubro de 2009, Harlei teve um grande motivo para comemorar. Precisamente em 17 de outubro de 1999, ele estreou no Esmeraldino. Foi no 3 a 0 sobre o Santa Cruz, no Serra Dourada, em jogo da Série B do Brasileiro.
Harlei começava não só a ganhar a vaga do titular, Márcio, como iniciava a série mais numerosa de jogos no clube, onde fez 831 partidas e, de longe, é o recordista em atuações.
- Fiquei na reserva do Márcio. Digo que cheguei para ficar seis meses em Goiânia e já estou há 11 anos aqui - lembrou o camisa 1 do Goiás.
Apesar de dez anos no Esmeraldino, são onze temporadas em Goiânia ao currículo do goleiro. Ele chegou no futebol goiano em 1998, para atuar no Vila Nova. No Goiás EC, Harlei chegou, treinou, jogou e entrou para a galeria de ídolos do clube. Antes da estreia dele, o time empatou por 4 a 4 com o Bahia. Márcio era contestado e falhou.
Em 2005, fez história mais uma vez ao ajudar o Goiás a conquistar o  3º lugar no Campeonato Brasileiro e conseguir uma vaga na Copa Libertadores pela primeira vez na história do clube.
Em 2012, após a promoção esmeraldina à Série A, Harlei, ignorando seus 40 anos, renovou por mais dois anos com o Goiás, fator que o transformará goleiro do clube por 15 anos.
Em 2014, após o Goiás perder o campeonato goiano, ficou como treinador interino aos 42 anos de idade, mesmo ainda sendo atleta do clube esmeraldino.

### Harlei completa 800 jogos pelo Goiás
O goleiro Harlei completou 800 jogos com a camisa esmeraldina, onde o arqueiro e o Goiás não tomaram conhecimento do Guarani, na noite de terça-feira (16/10/2012),no Estádio Serra Dourada. Sem piedade o time esmeraldino goleou por 5 a 0, em jogo válido pela 30ª rodada do Campeonato Brasileiro da Série B. Desde a estréia no dia 17 de Outubro de 1999, quando o Goiás venceu o Santa Cruz por 3 a 0,o arqueiro já realizou 800 partidas, com 393 vitórias,179 empates e sofreu 228 derrotas. O camisa um sofreu 996 gols nestes jogos.

### Aposentadoria
Anunciou, no dia 5 de dezembro de 2014, sua aposentadoria que aconteceu no dia 7 de dezembro de 2014, contra a Chapecoense, após 15 temporadas no Goiás. Foram ao todo 831 jogos, recordista de partidas na equipe esmeraldina.

## Títulos
Cruzeiro
- Copa Libertadores da América: 1997
- Supercopa Libertadores: 1991 e 1992
- Copa Master da Supercopa: 1995
- Copa Ouro: 1995
- Copa do Brasil: 1993 e 1996
- Campeonato Mineiro: 1990, 1992, 1994, 1996 e 1997

Goiás
- Campeonato Brasileiro Série B: 1999 e 2012
- Copa Centro-Oeste: 2000, 2001 e 2002
- Campeonato Goiano: 2000, 2002, 2003, 2006, 2009, 2012 e 2013

## Prêmios Pessoais
- Troféu de bronze do Campeonato Brasileiro - 2005
- Seleção do Campeonato Goiano 2012[3]
- Seleção do Campeonato Goiano 2013

## Jogos em 2009 pelo Goiás
Campeonato Goiano: 21 jogos
Copa do Brasil: 05 jogos
Copa Sul-Americana: 04 jogos
Campeonato Brasileiro: 36 jogos
Total: 66 jogos